# Poisson blanc (pêche)
Pour l’article homonyme, voir Poisson blanc.
Un poisson blanc est une appellation générique donnée aux poissons d'eau douce qui sont caractérisés par une écaillure blanchâtre et un régime alimentaire omnivore ou herbivore. En France, elle regroupe notamment les cyprinidés, la Grémille (Gymnocephalus cernua), les loches et d'autres petits poissons comme les chabots ou les épinoches. Ils sont à distinguer notamment des poissons carnassiers et des salmonidés. Terme employé dans le monde de la pêche, les techniques (en) utilisées pour leur capture sont surtout l'utilisation d'appâts (en) vivants ou farineux,.

Exemples de poissons blancs en France :
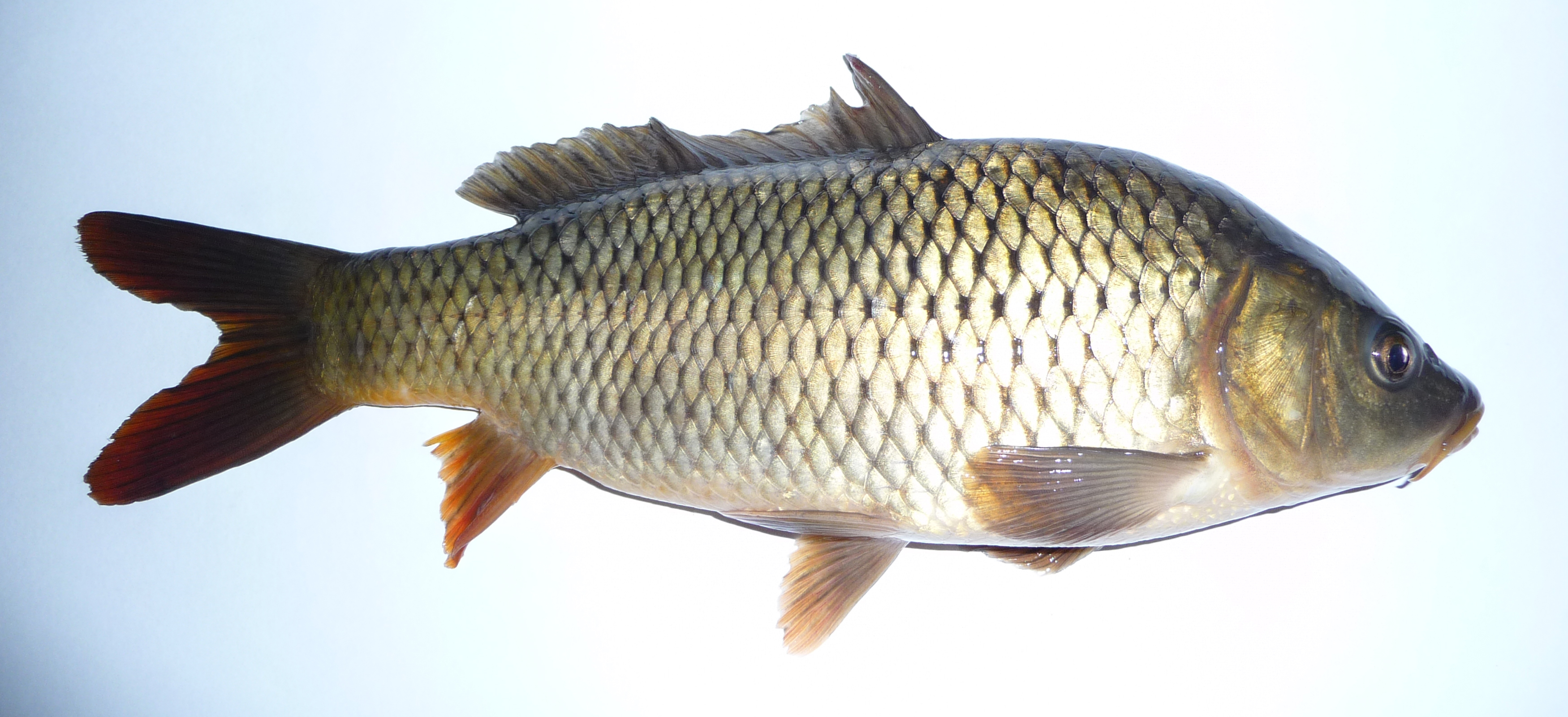
La Carpe commune (Cyprinus carpio).
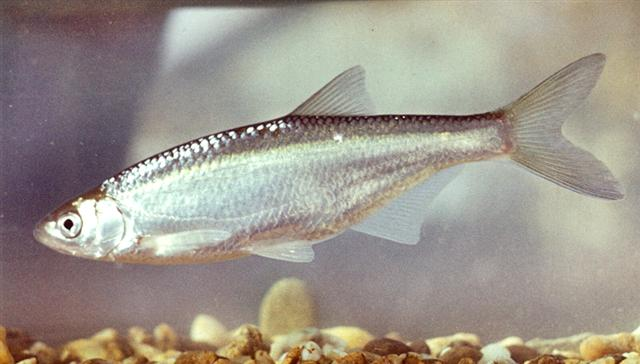
L'Ablette (Alburnus alburnus).
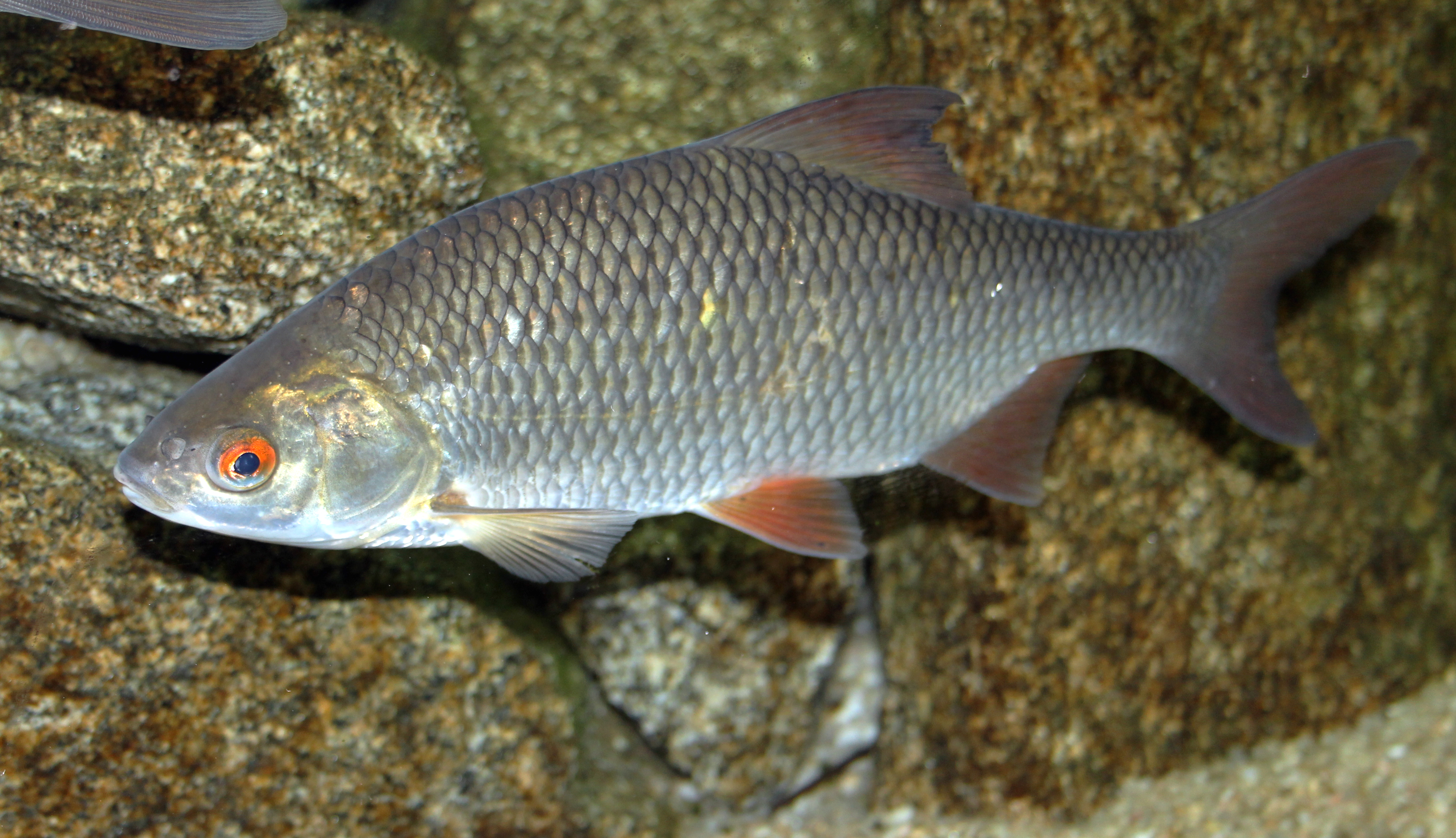
Le Gardon (Rutilus rutilus).
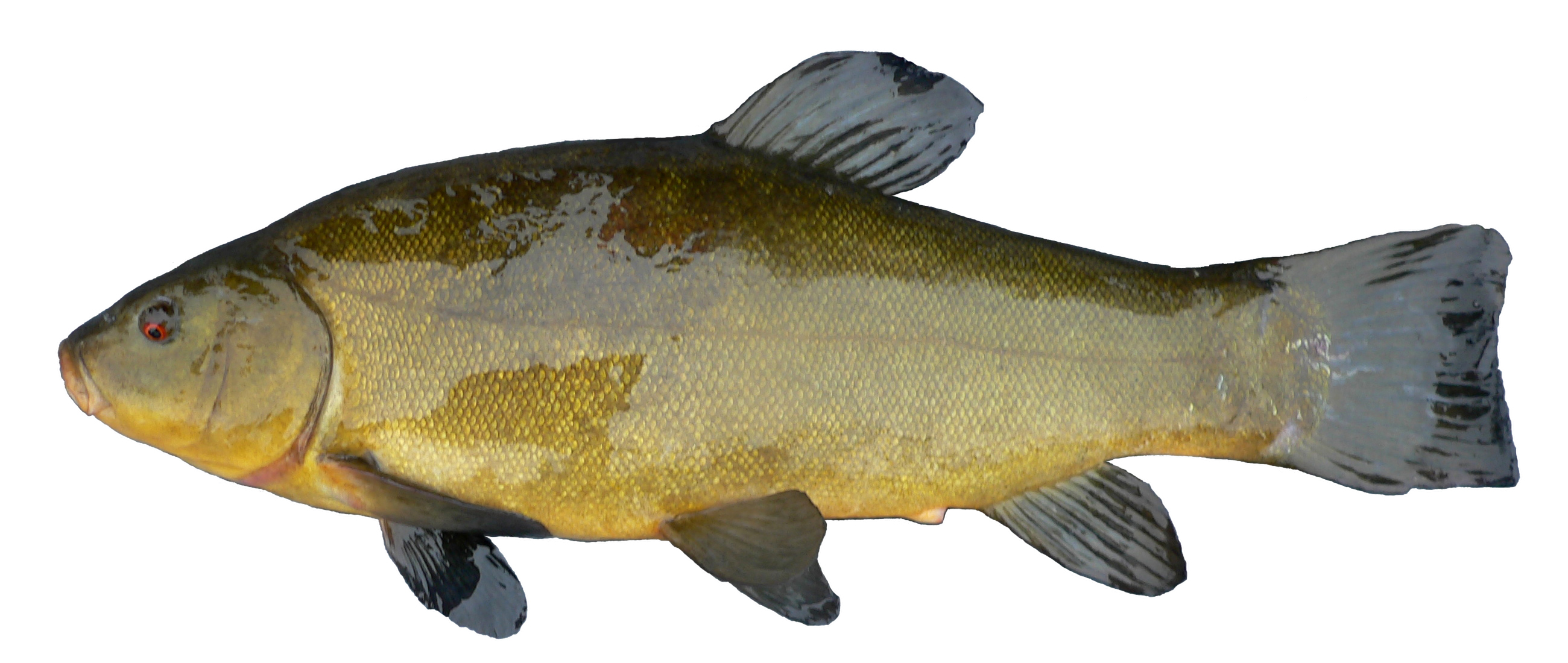
La Tanche (Tinca tinca).
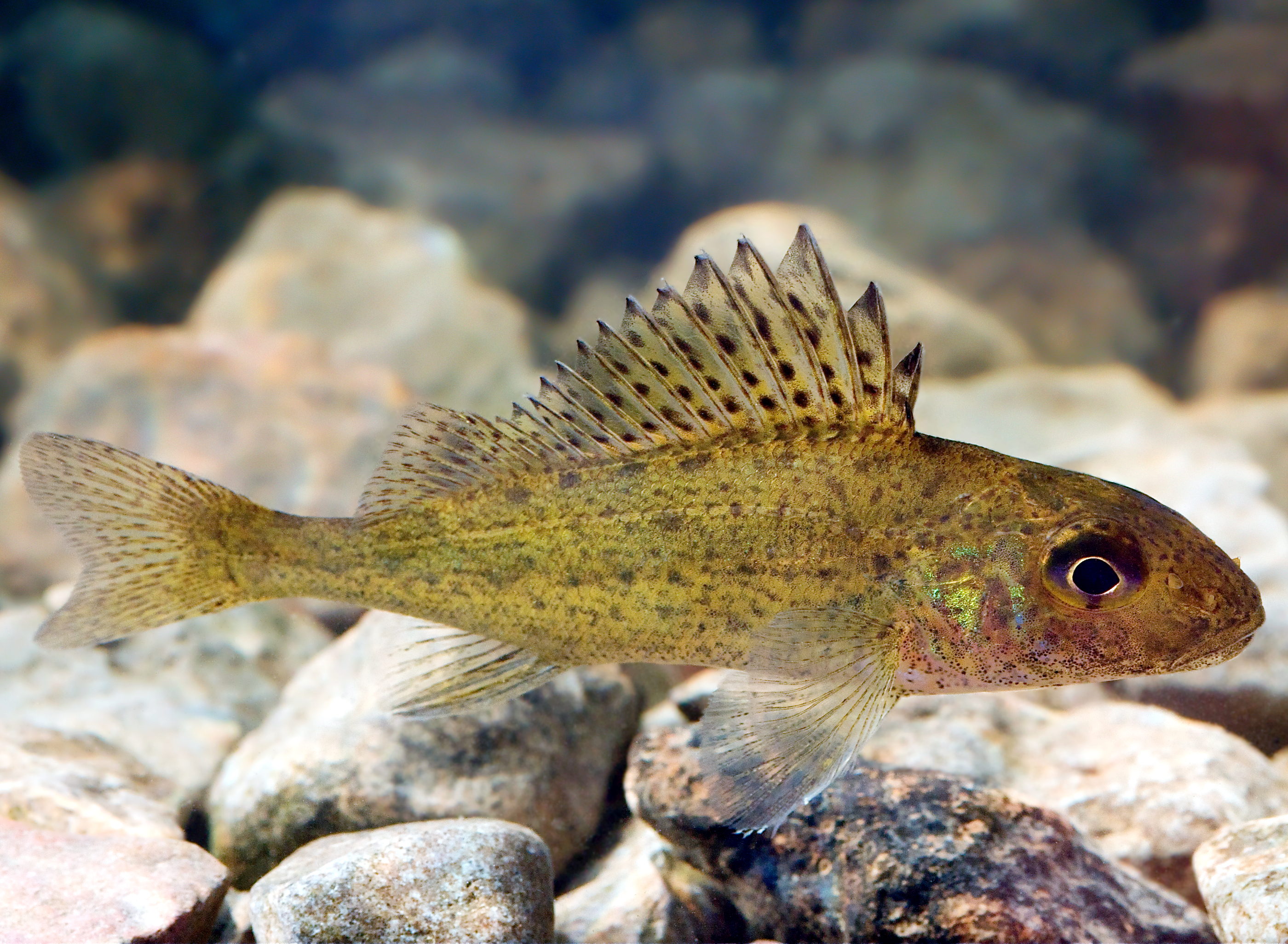
La Grémille (G. cernua).
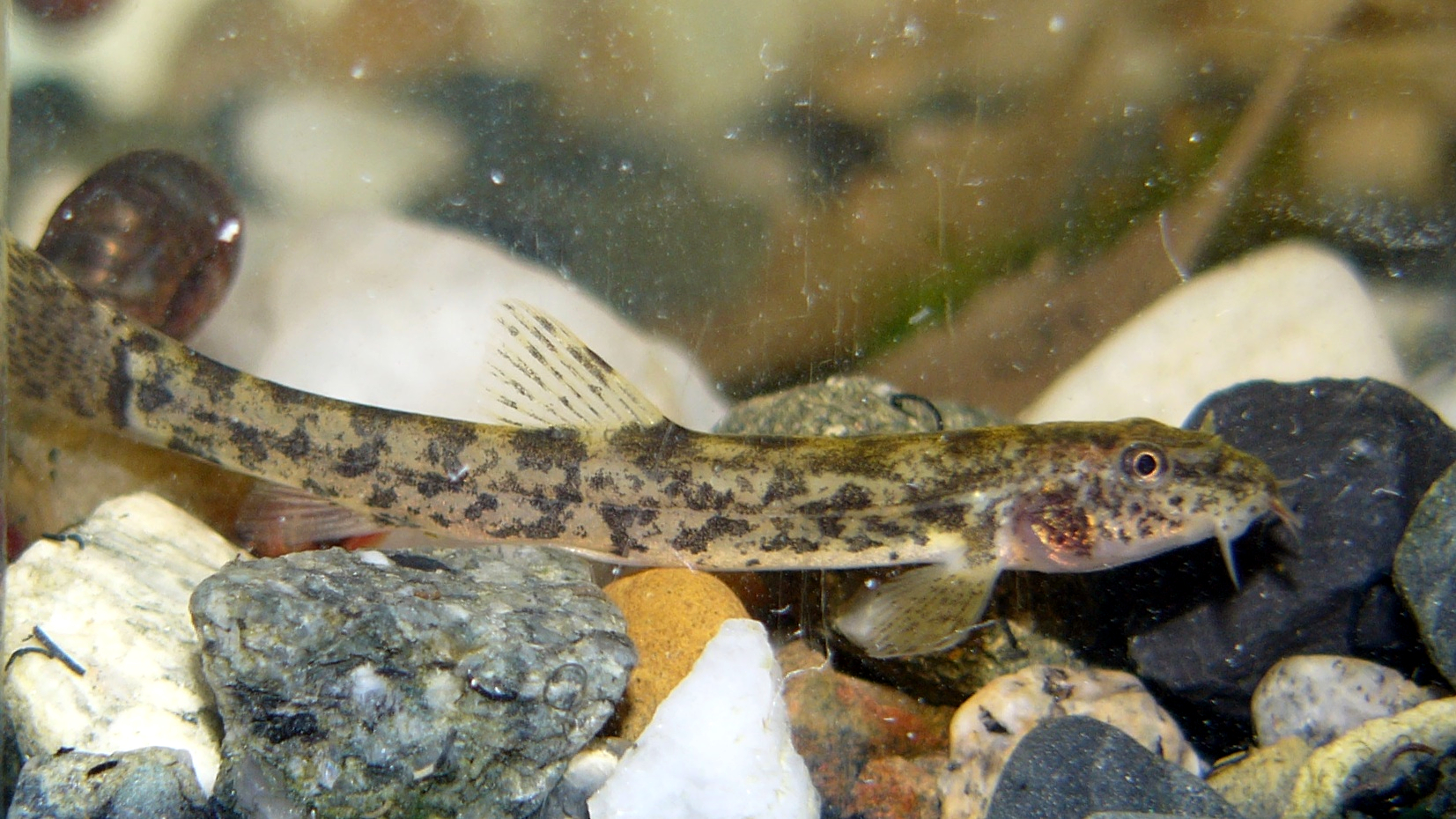
La Loche franche (Barbatula barbatula).